# Lijst van brutoformules D
Dit lemma is onderdeel van de lijst van brutoformules. Dit lemma behandelt de brutoformules van Db (dubnium) tot Dy (dysprosium).

## Db
| Brutoformule                        | Gewone formule             | Naam |
| ----------------------------------- | -------------------------- | --- |
| {\displaystyle {\ce {Db}}}          | {\displaystyle {\ce {Db}}} | Dubnium |
| {\displaystyle {\ce {Db}}}-isotopen | {\displaystyle {\ce {Db}}} | Isotopen van dubnium 256Db · 257Db · 258Db · 259Db · 260Db · 261Db · 262Db · 263Db · 264Db@ · 265Db@ · 266Db 267Db · 268Db · 270Db @: isotoop (nog) niet beschreven in de literatuur (december 2021) |

## Ds
| Brutoformule                        | Gewone formule             | Naam |
| ----------------------------------- | -------------------------- | --- |
| {\displaystyle {\ce {Ds}}}          | {\displaystyle {\ce {Ds}}} | Darmstadtium |
| {\displaystyle {\ce {Ds}}}-isotopen | {\displaystyle {\ce {Ds}}} | Isotopen van darmstadtium 267Ds · 268Ds@ · 269Ds · 270Ds · 271Ds · 272Ds@ · 273Ds · 274Ds@ · 275Ds@ · 276Ds@ 277Ds · 278Ds@ · 279Ds · 280Ds@ · 281Ds @: isotoop nog niet beschreven in de literatuur (december 2021) |

## Dy
| Brutoformule                         | Gewone formule                | Naam |
| ------------------------------------ | ----------------------------- | --- |
| {\displaystyle {\ce {Dy}}}           | {\displaystyle {\ce {Dy}}}    | Dysprosium |
| {\displaystyle {\ce {Dy}}}-isotopen  | {\displaystyle {\ce {Dy}}}    | Isotopen van dysprosium 138Dy · 139Dy · 140Dy · 141Dy · 142Dy · 143Dy · 144Dy · 145Dy · 146Dy · 147Dy 148Dy · 149Dy · 150Dy · 151Dy · 152Dy · 153Dy · 154Dy · 155Dy · 156Dy · 157Dy 158Dy · 159Dy · 160Dy · 161Dy · 162Dy · 163Dy · 164Dy · 165Dy · 166Dy · 167Dy 168Dy · 169Dy · 170Dy · 171Dy · 172Dy · 173Dy |
| {\displaystyle {\ce {Dy}}}-mineralen | {\displaystyle {\ce {Dy}}}    | Dysprosiumhoudend mineraal |
| {\displaystyle {\ce {DyF3}}}         | {\displaystyle {\ce {DyF3}}}  | dysprosium(III)fluoride ~ uit dysprosium(III)chloride |
| {\displaystyle {\ce {Dy2O3}}}        | {\displaystyle {\ce {Dy2O3}}} | Dysprosium(III)oxide |